# Vega (rakieta)
Vega (wł. Vettore Europeo di Generazione Avanzata) – rakieta nośna o niskim udźwigu użytkowana od 2012 roku przez Europejską Agencję Kosmiczną. Ma ona stanowić konkurencję dla pozostałych rakiet o niskim udźwigu stosowanych obecnie. Wykorzystywana jest do startów komercyjnych.

## Dane techniczne
Vega jest pierwszą europejską rakietą, która wykorzystuje jako paliwo w pierwszych trzech stopniach stały materiał pędny. Bazuje ona na amerykańskich rakietach nośnych Scout wykorzystywanych przez Włoską Agencję Kosmiczną ASI na platformie San Marco na wodach kenijskich. Siła ciągu przy starcie rakiety zapewniana przez człon P80 wynosi 3040 kN. Dwa kolejne człony: Zefiro 23 i Zefiro 9 zapewniają siłę ciągu 1200 kN (Z23) i 313 kN (Z9).
Ostatni człon o nazwie AVUM, wykorzystujący silnik RD-869 zasilany toksycznym ciekłym materiałem pędnym, zapewnia siłę ciągu 2450 N. W członie AVUM znajduje się również zestaw oprzyrządowania kontrolnego i awioniki.

## Historia
Prace nad rakietą Vega rozpoczęły się w 1998 roku, a kontrakt na pełne jej opracowanie ESA zawarła w roku 2003. Głównym wykonawcą rakiety jest firma ELV, w której udziały mają włoska firma Avio S.p.A. (70%) i Włoska Agencja Kosmiczna ASI (30%). Prace nad przebudową kompleksu startowego ELA-1 (który znajduje się w Gujańskim Centrum Kosmicznym i używany był pierwotnie do startów rakiet Ariane 1, Ariane 2 i Ariane 3) powierzono firmie Vitrociset. Przebudowa rozpoczęła się w 2004 roku, a nowy kompleks startowy otrzymał nazwę ZLV (fr. Zone de Lancement Vega). Trzy pierwsze człony rakiety zostały zaprojektowane i zbudowane przez Avio S.p.A., a ich testy odbyły się w latach 2005–2009. W grudniu 2011 podpisano pierwsze umowy na wyniesienie komercyjnych satelitów rakietą Vega.
Pierwszy start miał miejsce 13 lutego 2012 i zakończył się pełnym sukcesem. Na orbitę wyniesiono włoskie satelity LARES i ALMASat-1 oraz 7 satelitów typu CubeSat skonstruowanych na europejskich uniwersytetach. Wśród nich znalazł się pierwszy polski satelita PW-Sat zbudowany na Politechnice Warszawskiej.

## Starty rakiet Vega
Wszystkie loty odbywają się z wyrzutni ELV (fr. Ensemble de Lancement Vega), Gujańskiego Centrum Kosmicznego.
| No. | Data/Czas (UTC)            | Model rakiety | Numer rakiety | Ładunek | Orbita                                                      | Rezultat                        | Uwagi |
| --- | -------------------------- | ------------- | ------------- | --- | ----------------------------------------------------------- | ------------------------------- | --- |
| 1   | 13 lutego 2012 10:00       | Vega          | VV01          | LARES / ALMASat-1 / e-st@r / Goliat / MaSat-1 / PW-Sat / ROBUSTA / UniCubeSat-GG / XaTcobeo | Niska orbita okołoziemska                                   | start zakończony sukcesem       | Pierwszy start rakiety Vega |
| 2   | 7 maja 2013 02:06          | VERTA         | VV02          | Proba-V / VNREDSat 1A / ESTCube-1 | Orbita heliosynchroniczna                                   | start zakończony sukcesem       | Pierwszy komercyjny lot rakiety Vega.                                                                                           |
| 3   | 30 kwietnia 2014 01:35     | Vega          | VV03          | KazEOSat-1 | Orbita heliosynchroniczna                                   | start zakończony sukcesem       | |
| 4   | 11 lutego 2015 13:40       | VERTA         | VV04          | IXV | Lot suborbitalny                                            | start zakończony sukcesem       | IXV wypuszczony na trajektorii suborbitalnej, AVUM wszedł na krótko na niską orbitę przed planowaną deorbitacją.                |
| 5   | 23 czerwca 2015 01:51:58   | Vega          | VV05          | Sentinel 2A | Orbita heliosynchroniczna                                   | start zakończony sukcesem       | |
| 6   | 3 grudnia 2015 04:04:00    | VERTA         | VV06          | LISA Pathfinder | Orbita Lissajous wokół punktu libracyjnego Słońce–Ziemia L1 | start zakończony sukcesem       | Vega wyniosła pojazd na niską okołoziemską orbitę parkingową, skąd LISA Pathfinder przy pomocy własnego silnika odleciała do L1 |
| 7   | 16 września 2016 01:43:35  | Vega          | VV07          | PeruSat-1 | Orbita heliosynchroniczna                                   | start zakończony sukcesem       | |
| 8   | 5 grudnia 2016 13:51:44    | Vega          | VV08          | Göktürk-1 | Orbita heliosynchroniczna                                   | start zakończony sukcesem       | |
| 9   | 7 marca 2017 01:49:24      | Vega          | VV09          | Sentinel 2B | Orbita heliosynchroniczna                                   | start zakończony sukcesem       | |
| 10  | 2 sierpnia 2017 01:58:33   | Vega          | VV10          | OPSAT 3000 / VENµS | Orbita heliosynchroniczna                                   | start zakończony sukcesem       | |
| 11  | 8 listopada 2017 01:42     | Vega          | VV11          | Mohammed VI-A (Pleiades) | Orbita heliosynchroniczna                                   | start zakończony sukcesem       | Satelita obserwacji Ziemi, zbudowany dla Maroka                                                                                 |
| 12  | 22 sierpnia 2018 21:20     | Vega          | VV12          | ADM-Aeolus | Orbita heliosynchroniczna                                   | start zakończony sukcesem       | Satelita ESA badający wiatry |
| 13  | 21 listopada 2018 01:42    | Vega          | VV13          | Mohammed VI-B (Pleiades) | Orbita heliosynchroniczna                                   | start zakończony sukcesem       | |
| 14  | 22 marca 2019 01:50        | Vega          | VV14          | PRISMA | Orbita heliosynchroniczna                                   | start zakończony sukcesem       | |
| 15  | 11 lipca 2019, 01:54       | Vega          | VV15          | Falcon Eye-1 | Orbita heliosynchroniczna                                   | start zakończony niepowodzeniem | Awaria 2. stopnia |
| 16  | 3 września 2020 01:51      | Vega          | VV16          | Athena / ION Satelite Carrier / ESAIL / NEMO-HD / UPMSat 2 / ÑuSat 6 / GHGSat-C1 / 26xSuperDove / 8xLemur 2 / 12xSpaceBEE / FSSCat A&B / DIDO-3 / PICASSO / SIMBA / TRISAT / AMICalSat / NAPA 1 / TARS / OSM-1 CICERO / Tyvak 0171 / Hamarik | Orbita heliosynchroniczna                                   | start zakończony sukcesem       | |
| 17  | 17 listopada 2020 01:52:20 | Vega          | VV17          | SEOSat-Ingenio / Taranis | Orbita heliosynchroniczna                                   | start zakończony niepowodzeniem | Nieprawidłowe zadziałanie 4. stopnia                                                                                            |

Opracowano na podstawie: Jonathan’s Space Home Page